# Някшингда
Някшингда — пресноводное озеро в Эвенкийском районе Красноярского края России. По площади водного зеркала является 26-м озером в крае и 140-м озером России.
Расположено в юго-западной части плато Путорана, в зоне сплошного распространения вечной мерзлоты, относится к водосбору притока Нижней Тунгуски — реки Северная.
Някшингда связана с другими близлежащими озёрами — Агата Верхнее, Агата Нижнее, Эпикли и Северное, вся эта система находится в зоне единого огромного тектонического разлома, отделяющего низкую южную ступень плато от высокой северной основной части плато.
Площадь поверхности — 84,2 км². Площадь водосборного бассейна — 977 км². Озеро вытянуто с юга — юго-запада на север — северо-восток, его длина 34 км, ширина — 7,5 км. Высота над уровнем моря — 272 м. Питание озера снеговое и дождевое. Замерзает к середине октября, ледяной покров сходит в июле.
Климат в районе озера крайне суровый. Продолжительность безморозного периода в среднем составляет около 45 дней, причём заморозки возможны в любой момент лета. Среднесуточная температура воздуха зимой часто достигают −44˚С, абсолютный минимум зафиксирован в 1991 году −59,3˚С. Среднегодовое количество осадков — 490 мм.
Някшингда богата рыбными ресурсами, тут обитают сиг, муксун, голец и др. Орнитофауна озера богата и разнообразна. В гнездовой период здесь преобладают полярная крачка и малая чайка.

## Метеостанция «Агата»
66°55′33″ с. ш. 93°29′28″ в. д.
Территория вокруг озера не населена. До марта 1951 года существовал населённый пункт фактория Агата. 1 декабря 1939 года на берегу озера была открыта метеорологическая станция «ТДС Агата» (ТДС — Труднодоступная Метеорологическая Станция), беспрерывно работающая до настоящего времени. На станцию организован туристический маршрут.
31 декабря 1968 года здесь был поставлен глобальный рекорд атмосферного давления — 813 мм ртутного столба (приведённое значение). Рекорд продержался до 19 декабря 2001 года, когда был побит одной из метеостанций в Монголии.